# The Silent Man (singolo)
The Silent Man è un singolo del gruppo musicale statunitense Dream Theater, pubblicato nel 1994 come secondo estratto dal terzo album in studio Awake.
Si tratta della terza ed ultima parte della suite A Mind Beside Itself, contenuta nell'album.

## Live
Per molto tempo il brano non è mai stato eseguito dal vivo nella versione originale. Una prima registrazione ufficiale di una sua esecuzione dal vivo nella versione originale è contenuta nel video Awake Live in Japan '95, in cui John Myung suona a fasi alterne sia la seconda chitarra che il basso, mentre Mike Portnoy affianca gli altri componenti suonando un set di percussioni. Durante il tour di supporto all'album Metropolis Pt. 2: Scenes from a Memory, i Dream Theater hanno iniziato ad eseguire una versione di The Silent Man riarrangiata sia a livello strumentale che vocale.
Durante il tour di supporto all'album A Dramatic Turn of Events, il gruppo è tornato ad eseguire dal vivo il brano nella versione originale.

## Video musicale
Il videoclip, diretto da Pamela Birkhead e girato interamente in bianco e nero, mostra scene del gruppo eseguire il brano all'interno di un casolare abbandonato alternate ad altre in cui un anziano è alle prese con uno specchio, lo stesso che viene raffigurato nella copertina di Awake.

## Tracce
CD singolo (Europa)
1. The Silent Man (LP Version) – 3:48 (John Petrucci)
2. Take the Time (Demo Version) – 7:58 (Dream Theater)
3. Eve (Non Album Track) – 5:11 (musica: Dream Theater)

CD promozionale (Stati Uniti)
1. The Silent Man – 3:48 (John Petrucci)

## Formazione
- James LaBrie – voce
- John Petrucci – chitarra
- John Myung – basso
- Kevin Moore – tastiera
- Mike Portnoy – batteria, percussioni